# Heterodontosauridae
Gli eterodontosauridi (Heterodontosauridae Romer, 1966) sono una famiglia di noti piccoli dinosauri ornitischi erbivori rinvenuti prevalentemente nei terreni del Giurassico inferiore nell'Africa meridionale. Il gruppo è però cosmopolita (o comunque sicuramente diffuso in Cina, USA e in Sud America ed Europa) ed è stato ritrovato in giacimenti con un intervallo che va dal Giurassico inferiore alla metà del cretaceo.
La caratteristica principale di questi animali risiedeva nel cranio: pur essendo erbivori, gli eterodontosauridi erano forniti di quattro "canini" sporgenti, con funzioni forse analoghe a quelle delle zanne degli attuali moschi (Moschus moschiferus) dell'Estremo Oriente.

## Denti da mammifero, artigli, piume ed altre peculiarità

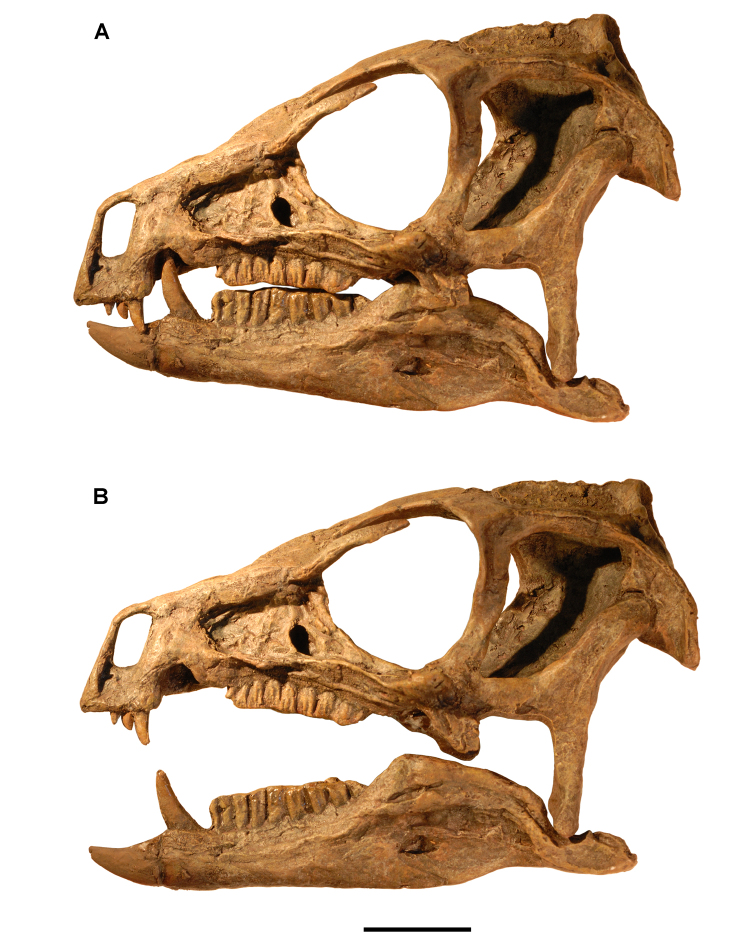
Occlusione e morso del cranio di Heterodontosaurus

Gli eterodontosauridi, contrariamente alla maggior parte dei rettili e dei dinosauri, avevano ben tre tipi di denti, come i mammiferi: nella parte anteriore della bocca, sulla mascella erano posizionati degli "incisivi", mentre nella mandibola vi era il caratteristico osso predentale tipico dei dinosauri ornitischi. Più indietro erano sistemati i suddetti quattro "canini" e nella parte posteriore della bocca risiedevano i "molari" adatti a triturare il materiale fibroso. Il particolare posizionamento di quest'ultimo tipo di denti nelle fauci degli eterodontosauridi ha indotto i paleontologi a pensare che questi piccoli erbivori possedessero una caratteristica evoluta che altri gruppi di ornitischi primitivi (ad esempio i fabrosauridi) non possedevano: le guance per trattenere il cibo.
Numerose sono le caratteristiche singolari di questo clade, con alcuni ceratopsidi condividono la presenza di enigmatiche strutture, probabilmente simili a piume, lungo il dorso (per ora non sono state trovate altrove, ma è logico aspettarsi un Heterodontosauridae piumato), mentre la maggior parte mostra numerosi adattamenti convergenti con alcuni teropodi nelle zampe (ad esempio il tarsometatarso) e nel bacino.
Inoltre è possibile che alcune specie di Heterodontosauridae di piccola taglia siano gli autori di singolari tane sotterranee, oppure che occupassero queste dopo che altri animali le avevano abbandonate, oppure ancora che fossero coinquilini di animali scavatori.
Altra caratteristica degli eterodontosauridi era quella di avere zampe anteriori particolarmente robuste e dotate di cinque dita terminanti in forti artigli, fatto insolito per dei veloci erbivori: probabilmente questi animali, oltre che sulla corsa, facevano affidamento su altre forme di difesa contro i carnivori del periodo. Malgrado le caratteristiche evolute, gli eterodontosauridi sono considerati più basali dei veri ornitopodi, e andrebbero a occupare una posizione collaterale nell'albero filogenetico degli ornitischi, a meno che, come sostenuto da alcuni, non siano all'origene dei Marginocephala. 
Il genere più noto è Heterodontosaurus, conosciuto per uno scheletro completo e per un cranio isolato, molte specie sudafricane conosciute per piccoli frammenti potrebbero essere sinonimi junior di questa.
Numerosi sono gli Heterodontosauridae di piccola taglia poco conosciuti e conosciuti solo per resti frammentari.